# La Pommeraie-sur-Sèvre
La Pommeraie-sur-Sèvre és un municipi francès situat al departament de Vendée i a la regió de País del Loira. L'any 2007 tenia 1.013 habitants.

## Demografia

### Població
El 2007 la població de fet de La Pommeraie-sur-Sèvre era de 1.013 persones. Hi havia 400 famílies de les quals 100 eren unipersonals (36 homes vivint sols i 64 dones vivint soles), 140 parelles sense fills, 148 parelles amb fills i 12 famílies monoparentals amb fills.
La població ha evolucionat segons el següent gràfic:
Habitants censats

### Habitatges
El 2007 hi havia 446 habitatges, 404 eren l'habitatge principal de la família, 20 eren segones residències i 22 estaven desocupats. 431 eren cases i 9 eren apartaments. Dels 404 habitatges principals, 307 estaven ocupats pels seus propietaris, 91 estaven llogats i ocupats pels llogaters i 6 estaven cedits a títol gratuït; 1 tenia una cambra, 10 en tenien dues, 59 en tenien tres, 107 en tenien quatre i 227 en tenien cinc o més. 345 habitatges disposaven pel capbaix d'una plaça de pàrquing. A 190 habitatges hi havia un automòbil i a 185 n'hi havia dos o més.

### Piràmide de població
La piràmide de població per edats i sexe el 2009 era:
| Homes | Edats   | Dones |
| ----- | ------- | ----- |
| 0     | 95 o +  | 4     |
| 0     | 90 a 94 | 4     |
| 8     | 85 a 89 | 8     |
| 8     | 80 a 84 | 12    |
| 12    | 75 a 79 | 32    |
| 12    | 70 a 74 | 28    |
| 20    | 65 a 69 | 12    |
| 56    | 60 a 64 | 24    |
| 20    | 55 a 59 | 32    |
| 16    | 50 a 54 | 28    |
| 20    | 45 a 49 | 20    |
| 28    | 40 a 44 | 28    |
| 44    | 35 a 39 | 28    |
| 24    | 30 a 34 | 36    |
| 44    | 25 a 29 | 40    |
| 24    | 20 a 24 | 16    |
| 28    | 15 a 19 | 36    |
| 24    | 10 a 14 | 24    |
| 40    | 5 a 9   | 16    |
| 28    | 0 a 4   | 28    |

## Economia
El 2007 la població en edat de treballar era de 612 persones, 468 eren actives i 144 eren inactives. De les 468 persones actives 454 estaven ocupades (257 homes i 197 dones) i 14 estaven aturades (4 homes i 10 dones). De les 144 persones inactives 66 estaven jubilades, 34 estaven estudiant i 44 estaven classificades com a «altres inactius».

### Ingressos
El 2009 a La Pommeraie-sur-Sèvre hi havia 425 unitats fiscals que integraven 1.085,5 persones, la mediana anual d'ingressos fiscals per persona era de 15.624 €.

### Activitats econòmiques
Dels 34 establiments que hi havia el 2007, 2 eren d'empreses alimentàries, 4 d'empreses de fabricació d'altres productes industrials, 9 d'empreses de construcció, 4 d'empreses de comerç i reparació d'automòbils, 1 d'una empresa d'hostatgeria i restauració, 2 d'empreses financeres, 1 d'una empresa immobiliària, 4 d'empreses de serveis, 3 d'entitats de l'administració pública i 4 d'empreses classificades com a «altres activitats de serveis».
Dels 16 establiments de servei als particulars que hi havia el 2009, 1 era una oficina bancària, 2 tallers de reparació d'automòbils i de material agrícola, 3 paletes, 2 guixaires pintors, 3 fusteries, 4 perruqueries i 1 restaurant.
Dels 2 establiments comercials que hi havia el 2009, 1 era una botiga de menys de 120 m² i 1 una fleca.
L'any 2000 a La Pommeraie-sur-Sèvre hi havia 28 explotacions agrícoles.

## Equipaments sanitaris i escolars
El 2009 hi havia una escola elemental.

## Poblacions més properes
El següent diagrama mostra les poblacions més properes.